# Marjoriella henryi
Marjoriella henryi är en stekelart som beskrevs av Michael J. Sharkey 1983. Marjoriella henryi ingår i släktet Marjoriella och familjen bracksteklar. Inga underarter finns listade i Catalogue of Life.